# Підгір'я (Івано-Франківський район)
Підгі́р'я — село в Україні, Івано-Франківському районі Івано-Франківської області. Входить до складу Богородчанської селищної громади.
Розташоване на річці Бистриця Солотвинська, у яку впадає річка Дзвиняч та потік Корчовий.

## Назва
Віддавна село називалось Ляхівці. 7 червня 1946 року указом Президії Верховної Ради УРСР село Ляхівці Богородчанського району перейменовано на Бистриця і Ляховецьку сільську Раду — на Бистрицьку. 25 листопада 1963 р. постановою облвиконкому № 735 село отримало нинішню назву.

## Історія
Згадується 3 січня 1441 року в книгах галицького суду.
У податковому реєстрі 1515 року в селі документується піп (отже, уже тоді була церква), 3 лани (близько 75 га) оброблюваної землі орендував Микола, а орендована Дзюраковським частина спустошена.
Королівська люстрація 1565 року в селі перерахувала по іменах і прізвищах 14 власників стад худоби.
За результатами перепису населення від 31 грудня 1880 р. в Ляхівцях мешкало 1947 осіб.
Після окупації Західноукраїнської Народної Республіки поляками в селі в 1934—1939 рр. був осередок ґміни Ляховце та постерунку поліції.
Населення за переписом 2001 р. становило 2289 осіб.

## Населення

### Мова
Розподіл населення за рідною мовою за даними :
| Мова       | Кількість | Відсоток |
| ---------- | --------- | -------- |
| українська | 2273      | 99.31%   |
| російська  | 13        | 0.57%    |
| білоруська | 1         | 0.04%    |
| польська   | 1         | 0.04%    |
| німецька   | 1         | 0.04%    |
| Усього     | 2289      | 100%     |

## Пам'ятки архітектури
- Церква Різдва Христового 1832 — дерев'яна пам'ятка архітектури національного значення № 1141/1[7]
- Дзвіниця церкви Різдва Христового, 1832 р., дерев'яна.
- Церква св. Миколая 1836 — пам'ятки архітектури місцевого значення № 624[8].

## Парк
- Парк Історії Землі "Underhill"

## Визначні люди села Підгір'я
- Витошко Володимир Петрович (1991—2022) — старший солдат Збройних сил України, учасник російсько-української війни.
- Капущак Іван — селянський ватажок (огородник[9]), депутат австрійського парламенту (1807–1868).
- Заводовський Михайло Михайлович (03.02.1944 - 22.01.2020) - український поет. Автор поетичних збірок «Віра і любов» (1993), «Око в око»(1995), «Ліхи (Роздоріжжя)» (1997), «Подарунок жайворонка»(2004), «Бачу сонце»(2010).
- Парфан Тарас Дмитрович — український політик, голова Богородчанської районної державної адміністрації Івано-Франківської області, заступник голови Івано-Франківської обласної державної адміністрації, волонтер, громадський діяч.
- Кучер Іван Йосипович(1980-2023)